# Осиповка (приток Малого Курлака)
О́сиповка — река в Аннинском районе Воронежской области России, левый приток Малого Курлака, бассейн Дона.

## География
Длина реки — 12 км, площадь водосбора — 55 км². Устье реки находится у села Большая Алексеевка. Впадает в Малый Курлак на его 4-м км.
К 1991 году река потеряла свой статус под воздействием антропогенных и других факторов. У Осиповки 3 притока общей длиной 8 км.